# Анкона
Анко́на (итал. Ancona) — город-порт у побережья Адриатического моря, в Италии. Административный центр области Марке и одноимённой провинции. Расположен на центральном побережье Адриатики (Анконский залив), на северных склонах горы Конеро.
Покровителем города считается Св. Иуда Кириак. Праздник города 4 мая.

## История

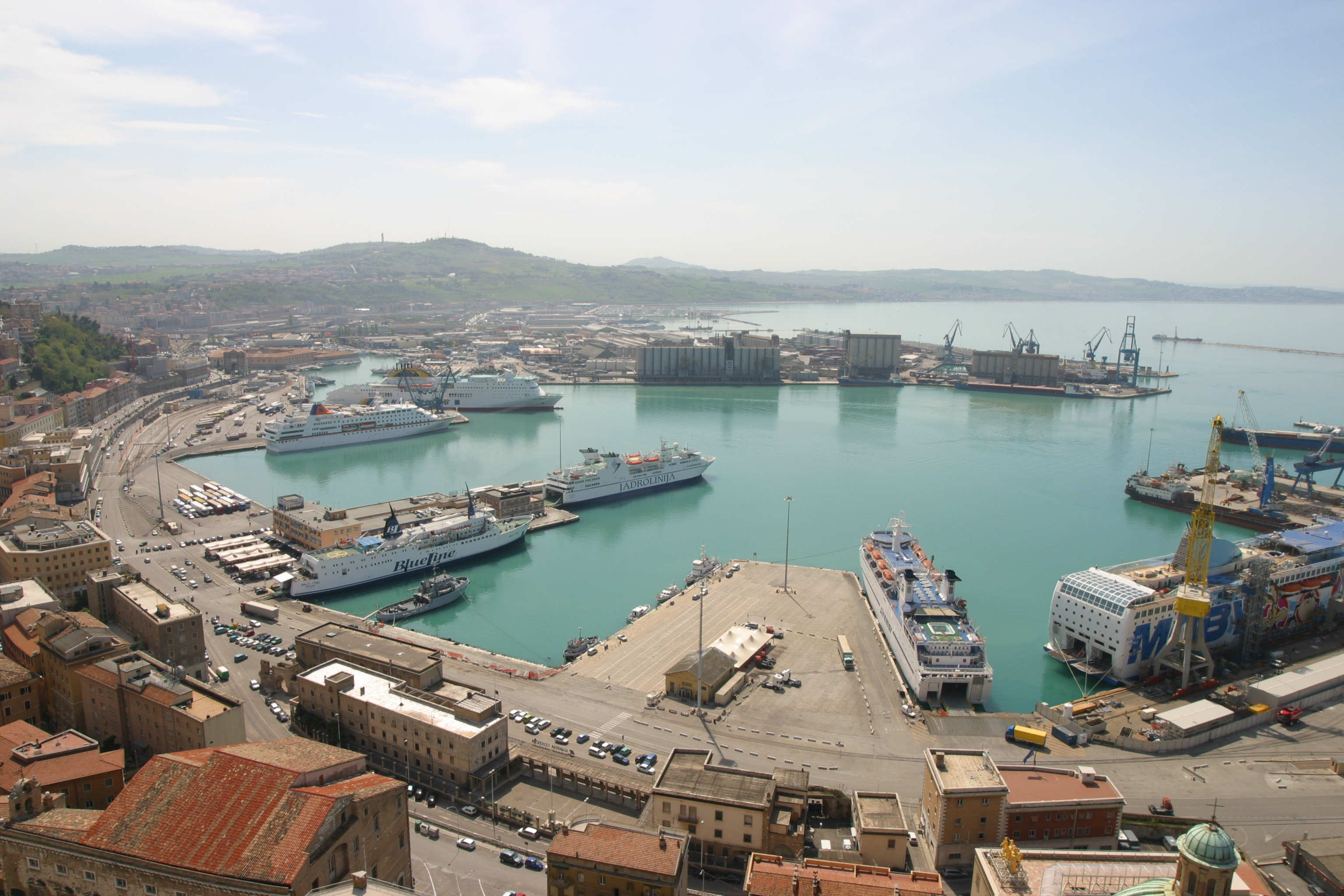
Порт Анкона

Город был основан греческими колонистами из Сиракуз примерно в 390 году до н. э. под названием Анко́н (др.-греч. Αγκων), что означает «локоть», так как гавань к востоку от города сначала была защищена только мысом, по форме напоминающим локоть. Греческие торговцы устроили здесь большое предприятие по производству пурпура. В римское время в Анконе ходила своя монета (с изображением руки, держащей пальмовую ветвь, на одной стороне, и головой Афродиты на другой), а население продолжало говорить по-гречески. Римляне долгое время именовали Анкону «Дорическим городом» (лат. Civitas Dorica).
Анкона была занята римским флотом в ходе Иллирийской войны в 178 году до н. э. Гай Юлий Цезарь завладел ею сразу после того, как перешёл Рубикон. Гавань Анконы имела огромное значение во времена Империи, так как была ближайшей к Далмации, и была расширена Траяном.
В VII веке здесь в немалом количестве осели южные славяне, воевавшие за Византию против лангобардов. В 774 году Анкона вошла в состав Папской области. В 839 и 850 годах город опустошали арабские пираты.
Подобно таким могучим морским городам как Гаэта, Трани или Рагуза-Дубровник, около 1100 года Анкона стала независимой республикой, которой пытались завладеть Папский престол, Венеция и германские императоры. Она соперничала с Венецией (часто — в союзе с Дубровником) и чеканила свою монету (agontano). Во главе Анконы стояла коллегия из шести сеньоров (старейшин), избираемых городскими третями (terzieri) Сан-Пьетро, Порто и Каподимонте. Анконскими юристами были разработаны фундаментальные морские кодексы «Statuti del mare e del Terzenale» и «Statuti della Dogana». В 1137, 1167 и 1174 гг. анконцы отгоняли от своих стен армии Священной Римской империи. Особо жестокой была осада 1173—1174 годов, которой руководил легат императора Фридриха I Барбароссы архиепископ Кристиан Майнцкий.
В XV—XVI веках Анкона и её окрестности сделались прибежищем для жителей Хорватии, Герцеговины, Боснии и Боки Которской, уходивших из родных земель от османского завоевания. В городе было официально зарегистрировано Хорватское Братство (Hrvatska Bratovština, Universitas Sclavorum). Здесь творили хорватские архитекторы Юрай Матеев Далматинец (Juraj Matejev Dalmatinac) и Иван Дукнович (Ivan Duknović).
В XVI веке архитектор Антонио да Сангалло возвёл на холме Астаньо Анконскую цитадель («Читаделла»), с пятью бастионами — одно из старейших европейских бастионных укреплений.
В 1532 году в городе снова утвердилась власть Папы. В 1553 году в Анконе, с согласия папы Юлия III, поселилось около сотни марранов, бежавших от испанской инквизиции. Вскоре они построили синагогу.
В XVII—XVIII веках в типографиях Анконы печатались книги хорватских писателей Ильи Бунича (Ilija Bunić), Ивана Анчича (Ivan Ančić, 1624—1685) и др.
Во время завоевательных войн Французской революции на территории Анконы на короткое время была провозглашена Анконитанская республика, вскоре вошедшая в состав Римской республики. 
13 ноября 1799 после сопротивления со стороны французского генерала Монье город был взят австрийцами под начальством Фрёлиха. В 1805 году Анкона снова перешла к французам, в 1808 году присоединена к Итальянскому королевству, но в 1814 году был возвращена Папе. 
Когда в 1831 году австрийские войска вторглись в Папскую область, французское правительство для противовеса австрийскому влиянию в церковных владениях заняло, со своей стороны, в феврале 1832 года Анкону и её цитадель. Несмотря на протесты римской курии, французы удержали за собою этот город вплоть до декабря 1838 года, оставив, правда, гражданское управление в руках папских чиновников, и вышли из церковных владений только одновременно с австрийцами. 
В 1849 году, в то время, когда французы подчиняли Рим папе, австрийцы вторглись в Романью и, осадив Анкону, в которой засел революционный гарнизон, принудили ее сдаться после жестокой бомбардировки. Они оставались в ней до 1859 года, когда после битвы при Мадженте ушли, предав город папскому гарнизону. 
После победы пьемонтцев при Кастельфидардо в 1860 году, Ламорисьер бросился с остатком папских войск в Анкону, но после двухдневной перестрелки принужден был сдаться. В 1861 году Анкона вошла в состав Итальянского Королевства. С того момента её судьба неразрывно связана с судьбой объединённой Италии.
В 1861—1876 годах в Анконе находилась высшая судебная инстанция для итальянских подданных, проживавших в Египте.
В ходе Первой мировой войны, 24 мая 1915 года город был обстрелян кораблями ВМС Австро-Венгрии. Было убито 63 человека, включая мирных жителей, потоплено несколько итальянских кораблей, стоявших в порту, повреждён Анконский собор.

## Экономика
Судостроение, вагоностроение, производство мостовых конструкций. Нефтепереработка, фармацевтическая, обувная промышленность, производство майоликовых и стеклянных изделий. Вывоз серы и асфальта.

## Культура
Известный архитектурный памятник Анконы — триумфальная арка Траяна, построенная в 115 году нашей эры, вероятно, архитектором Аполлодором Дамасским.
Музеи: Национальный археологический музей Марке (италийские, греческие и римские древности), пинакотека «Франческо Подести», Епархиальный музей. В окрестностях Анконы расположен крупнейший паломнический центр — Лоретская базилика. 
Из достопримечательностей здесь находятся Анконский собор, Лазарет Анконы, Торговая ложа и др.

## Города-побратимы
- Измир, Турция (2005)[10]